# Ælfflæd
Ælfflæd (auch: Elffled, Elfleda, bl. frühes 10. Jahrhundert) war die zweite Frau von Eduard dem Älteren, König von Wessex, und damit Royal Consort von Wessex. Ælfflæd und Eduard hatten mehr als acht Kinder, wovon ein Sohn, Ælfweard, für kurze Zeit König von Wessex war, während einige der Töchter prestigeträchtige Ehen mit europäischen Adeligen eingingen. Bemerkenswert sind neben einigen historischen Quellen, in denen Ælfflæd erwähnt wird, zwei materielle Quellen: eine bis heute erhaltene Stola und ein Manipel aus dem Grab des heiligen Cuthbert. Ælfflæds eingestickter Name weist sie als Auftraggeberin der liturgischen Gewandteile aus.

## Leben
Laut dem Geschichtsschreiber William of Malmesbury war Ælfflæd die Tochter des Ealdorman Æthelhelm und damit Angehörige einer mächtigen angelsächsischen Adelsfamilie. Die heutige historische Forschung nimmt an, dass es sich bei Ælfflæds Vater um Ealdorman Æthelhelm von Wiltshire handelt, dessen Tod 897 durch die Angelsächsische Chronik bezeugt ist.
Ælfflæd wurde die zweite Ehefrau von König Eduard dem Älteren. Über die Motive für die zweite Ehe Eduards wird in der historischen Forschung diskutiert. So ist unklar, ob Eduard zu diesem Zeitpunkt Witwer war oder ob er seine erste Ehefrau Ecgwynn verstieß. Von einigen Forschern wird angenommen, dass Ecgwynn möglicherweise eine Konkubine war und um 901 durch Ælfflæd als eine legitime Ehefrau ersetzt wurde. Auch politische Gründe könnten für die Heirat eine Rolle gespielt haben, da Eduard mit der Heirat mit Ælfflæd sich die Unterstützung ihres Vaters sicherte, eines führenden Adeligen aus dem Südwesten Englands.
Als Zeitpunkt der Heirat wird von manchen Historikern ca. 901 angegeben. Andere Historiker schreiben, dass die Heirat auch schon vor 899 stattgefunden haben könnte: Für Eduards Krönung wurde ein Ordo vorbereitet, in dem auch die Krönung einer Königin erwähnt wurde, woraus Historiker schließen, dass Ælfflæd und Eduard möglicherweise bereits vor dem Tod Alfreds 899 verheiratet waren.
Ælfflæd und Eduard hatten insgesamt mindestens acht Kinder, darunter zwei Söhne, Edwin und Ælfweard, die das Erwachsenenalter erlebten. Von ihren Töchtern wurden einige an Angehörige des europäischen Adels verheiratet, so heiratete ihre Tochter Eadgifu König Karl III. von Westfranken und Eadgyth Otto I., König des Ostfrankenreichs. Andere Töchter traten in Klöster ein und wurden Nonnen.
Eduard heiratete 920 ein drittes Mal, so dass Ælfflæd möglicherweise vor 920 bereits verstorben war. Eventuell ging Eduard aber auch eine weitere politische Verbindung ein, und die verstoßene Ælfflæd zog sich in ein Kloster zurück. Diese Möglichkeit wird jedoch von Historikern als nicht sehr wahrscheinlich gesehen, da die Ehe von Eduard und Ælfflæd sehr lange andauerte und es unplausibel ist, dass Eduard die Ehe nach so langer Zeit auflösen sollte, zumal mit Eduards Söhnen aus seiner ersten Verbindung und mit Ælfflæds Söhnen auch die Thronfolge gesichert war.
In der Literatur wird in der Regel angenommen, dass Ælfflæd zusammen mit ihren Töchtern Eadflæd und Æthelhild in Wilton beerdigt wurde. Es wird aber auch vorgeschlagen, dass Ælfflæds letzte Ruhestätte in Winchester sein könnte, denn es bestand eine enge Verbindung zwischen Eduards Familie und Winchester, so hat Eduard der Ältere dort das New Minster neu begründet.

## Nachkommen
Mit Eduard dem Älteren hatte Ælfflæd folgende Kinder:
- Ælfweard († 1. August 924 in Oxford), König von Wessex (17. Juli – 1. August 924)
- Edwin († 933)
- Eadgifu (Edgiva, Ogive; * um 903; † nach 951) ⚭ 1) 918/919, König Karl III. von Westfranken (* 879; † 929); ⚭ 2) 951, Heribert Graf von Meaux und Troyes (* um 910; † 980/984).
- Eadhild (* etwa 907/910; † 26. Januar 937) ⚭ 926/927, Hugo der Große, Herzog von Franzien und Graf von Paris (* um 895; † 956).
- Eadgyth (* um 910/913; † 946/947) ⚭ 930, Otto I., König des Ostfrankenreichs (* 912; † 973)
- Ælfgifu/Elgiva († 1005) ⚭ (möglicherweise) Herzog Boleslav II. von Böhmen († 999)[4] oder Louis, Bruder des Herzogs von Burgund[6] oder Conrad von Burgund[7]
- Eadflæd, Nonne
- Æthelflæd/Ethelfleda, Nonne
- Ælthelhild, Nonne
- Ælfflæd/Elfleda, Äbtissin im Kloster von Romsey?[7]